# Epicorsia avialis
Epicorsia avialis là một loài bướm đêm trong họ Crambidae.